# Partit del Respecte
El Partit del Respecte (en anglès: Respect Party) fou un partit polític britànic d'esquerra fundat el 2004 i dissolt el 2016. El seu nom representà un acrònim de les paraules en anglès Respecte, Igualtat, Socialisme, Pau, Ecologisme, Comunitat i Sindicalisme (Respect, Equality, Socialism, Peace, Environmentalism, Community and Trade unionism). El partit fou establert a Londres el gener de 2004 i cresqué a partir del moviment Aturem la Guerra que s'oposava a la Guerra a l'Iraq.
El principal líder fou George Galloway, membre del Parlament representant a Bradford West. També cal destacar el suport que rebé del cineasta Ken Loach.